# Vanessa Lee Chester
Vanessa Lee Chester, est une actrice américaine, née le 2 juillet 1984 à Hollywood, (Californie, États-Unis).

## Filmographie
- 1993 : CB4 de Tamra Davis : Talona
- 1995 : Et ils eurent beaucoup d'enfants (Happily Ever After: Fairy Tales for Every Child) (série télévisée) : une écolière
- 1995 : La Petite princesse (A Little Princess) : Becky
- 1996 : Harriet la petite espionne (Harriet the Spy) de Bronwen Hughes : Janie Gibbs
- 1997 : Le Monde perdu : Jurassic Park (The Lost World: Jurassic Park) de Steven Spielberg : Kelly Curtis Malcolm
- 1999 : Elle est trop bien (She's All That) de Robert Iscove : amie de Melissa
- 2000 : Ma sœur est une extraterrestre (en) (Stepsister from the Planet Weird) (téléfilm) : Michelle
- 2006 : The Shift d'Alessandro Tonda : fille
- 2008 : Extreme Movie d'Adam Jay Epstein et Andrew Jacobson